# 遗传学家

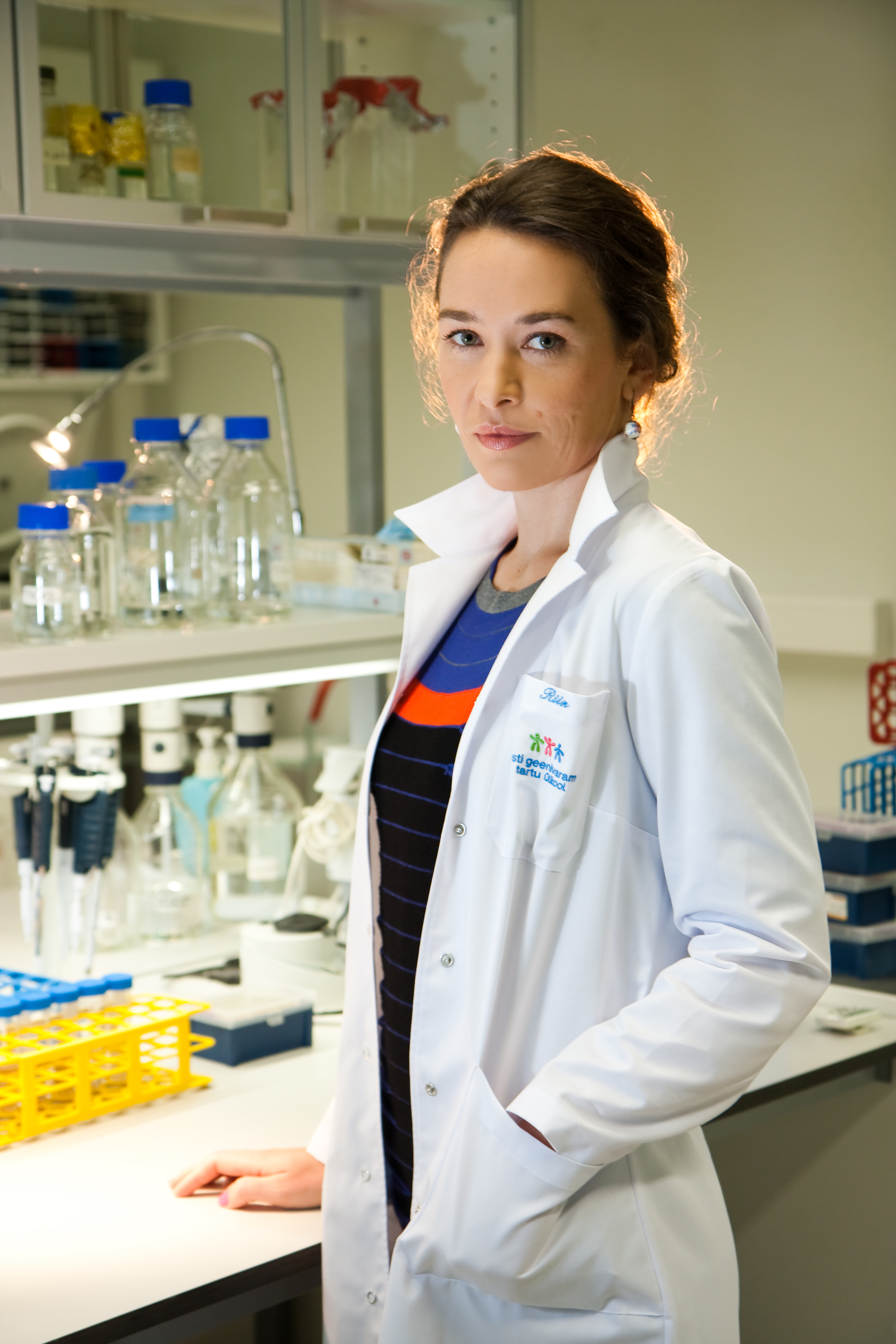
遗传学家

遗传学家是指研究遗传学的科学家。遗传学家通过进行多种相关的科学实验和数据分析，试图对遗传现象和物种差异进行科学解释。遗传学家可以以教师或研究者为职业。

## 职业训练
大多数遗传学家都获得了大学本科学位或者更高的学位。他们学习的一般课程包括：生物学、化学、物理学、微生物学、细胞生物学、数学，甚至计算机科学；专业课程包括：分子遗传学、群体遗传学、定量遗传学、生态遗传学以及基因组学等。

## 遗传学家
- 孟德尔(1822-1884), 遗传学的奠基人，通过豌豆杂交实验发现"孟德尔定律"
- 托马斯·亨特·摩尔根(1866-1945), 现代遗传学之父
- 詹姆斯·杜威·沃森(1928-), 弗朗西斯·克里克(1916-2004), 莫里斯·威尔金斯(1916-2004), 因发现DNA双螺旋结构获1962年诺贝尔生理学或医学奖